# Томи Најт
Томас Лоренс Најт (енгл. Thomas Lawrence Knight; Четам, 22. јануар 1993), познатији као Томи Најт, британски је глумац. Најпознатија је по улози Лука Смита у серији Авантуре Саре Џејн.